# Turbosatz

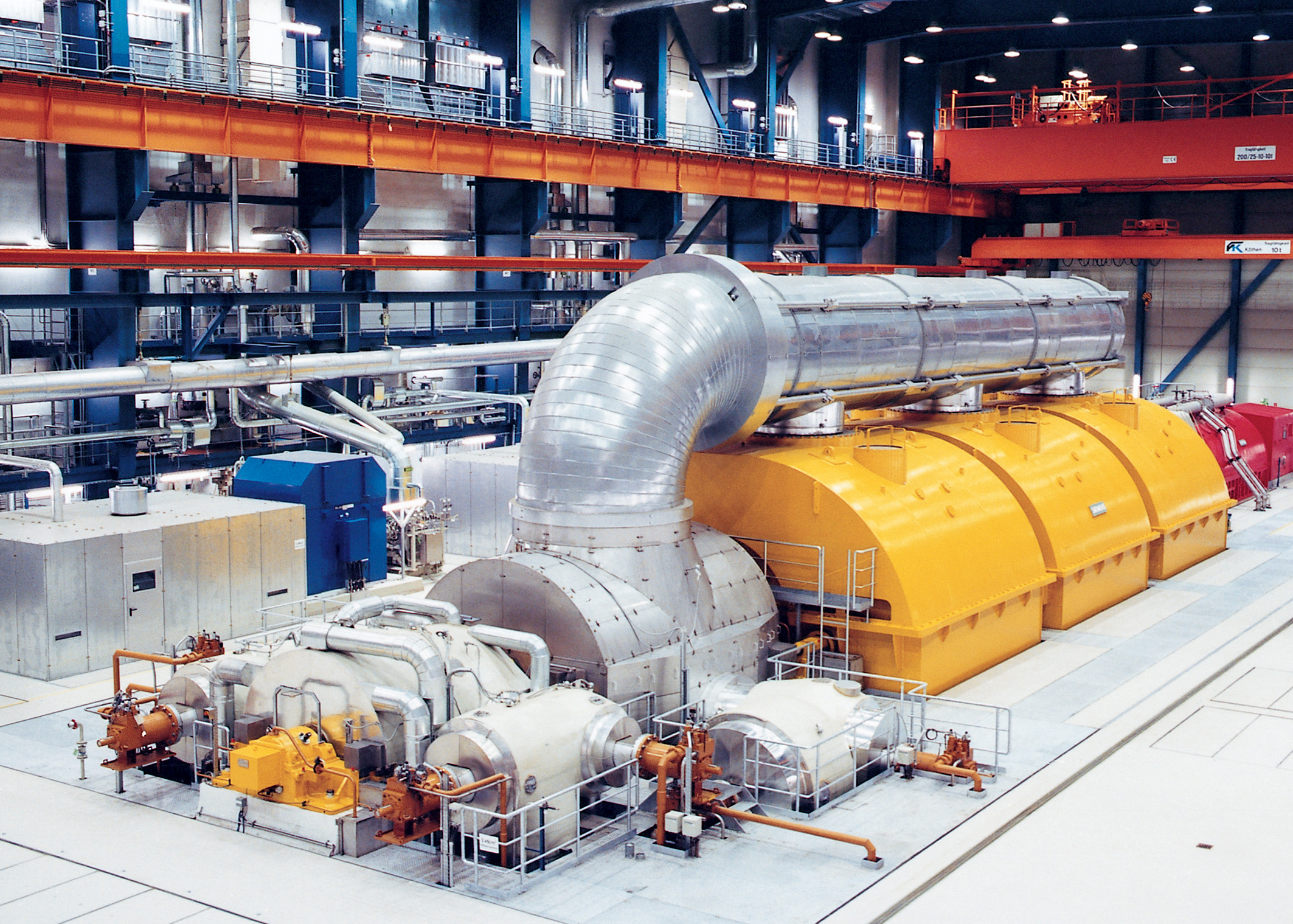
Turbosatz: Hoch-, Mittel- und dreiteilige Niederdruck-Dampfturbine (gelb) mit dem Generator (rot, rundes Gehäuse) und der Erregermaschine (rot, eckiges Gehäuse) rechts/hinten

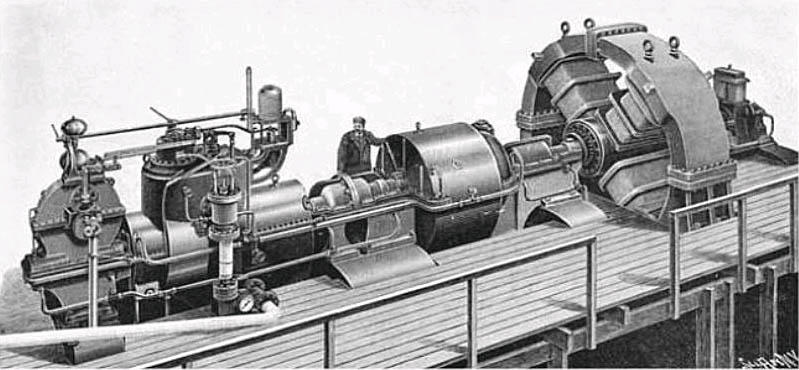
Historischer Turbosatz von Parsons mit 4-poligem 1-MW-Generator rechts

Als Turbosatz wird in der Kraftwerkstechnik ein schnell rotierender Maschinensatz zur eigentlichen Stromerzeugung bezeichnet. Ein solcher Turbosatz besteht in der Regel aus
- einer Turbine (Dampf- oder Gasturbine) als Kraftmaschine (Antriebsmaschine) und
- einem elektrischen Turbogenerator als Arbeitsmaschine,

deren Wellen ohne Zwischengetriebe gekoppelt sind (lediglich oft mit einer Kupplung als Dämpfungselement und einer Sollbruchstelle für den Havariefall).
Bei Gas-und-Dampf-Kombikraftwerken
- in Einwellenanordnung gehört auch die Gasturbine zum Turbosatz,
- hingegen bildet bei Mehrwellenanordnung jede Gas- und Dampfturbine jeweils einen Turbosatz mit eigenem Turbogenerator.

Die Bezeichnung Turbosatz oder Maschinensatz kann allgemeiner auch für andere Kombinationen eines Turbinenantriebs mit einer Arbeitsmaschine verwendet werden, etwa mit einer Turbopumpe oder einem Turboverdichter, beispielsweise als Abgasturbolader, oder auch für großtechnische Kältemaschinen bzw. Wärmepumpen.
Nicht verwendet wird die Bezeichnung Turbosatz hingegen für langsam laufende Wasser- oder Windturbinen, deren Stromgeneratoren üblicherweise in Schenkelpol-Bauart ausgeführt sind.

## Allgemeines
Als Erfinder gilt der Brite Charles Parsons, der in den 1880er-Jahren die nach ihm benannte Parsons-Turbine mit einem Generator kombinierte. Erstmals wurden Turbosätze in der Forth Banks Power Station in Newcastle upon Tyne eingesetzt.
Die Begriffe Turbosatz und Turbogenerator entstanden ursprünglich als Gegensatz zu den seinerzeit sehr langsam laufenden Kolbendampfmaschinen (typische Drehzahl 150/min). Turbogeneratoren sind in der Regel zweipolig (3000/min bzw. 3600/min), bei sehr großen Kraftwerkssätzen auch vierpolig (1500/min oder 1800/min). Die Rotoren von Turbogeneratoren sind Vollpolläufer, die aufgrund der beim Betrieb auftretenden Fliehkräfte aus einem massiven geschmiedeten Stahlstück gefertigt werden.
Bei Höchstleistungs-Turbosätzen sowie bei Turbosätzen bis ca. 70 MWel findet man zusätzlich angekuppelte bürstenlose Erregermaschinen (Außenpolgenerator), die die Erregerenergie (Gleichstrom zum Aufbau des Magnetfelds im Polrad) liefern. Ansonsten wird die notwendige Erregerenergie dem Turbogenerator durch eine statische Erregereinrichtung mittels Schleifring-Bürsten-Apparat zugeführt.